# Urbain de Maillé
Pour les articles homonymes, voir Maillé.
Urbain de Maillé, premier marquis de Brézé (30 mars 1598 à Brézé - 13 février 1650), maréchal de France (28 novembre 1632), seigneur de Thévalle et de Cerizay, châtelain de Milly-le-Meugon. Il s'empare de Heidelberg et de Spire (1635) et, avec son cousin germain par alliance le maréchal-duc de la Meilleraye, reprend Bapaume aux Espagnols (septembre 1641). Nommé vice-roi de Catalogne (octobre 1641), il ne parvient pas à s'emparer ni de Collioure, ni de Perpignan et démissionne de sa charge (juin 1642). Il quitta le service des armes en 1645.

## Biographie

### Famille et origines
Fils de l'écuyer et gentilhomme ordinaire du roi Charles de Maillé-Brézé (†1615) et de Jacqueline de Thévalle.
En février 1615, sa mère obtient contre une forte somme d'argent l'élévation de la terre familiale de Brézé en marquisat. Le 25 novembre 1617, Urbain de Maillé épousa Nicole du Plessis-Richelieu (1587-1635), sœur cadette du cardinal de Richelieu, fille de François  IV du Plessis de Richelieu et de Suzanne de La Porte (cette dernière étant la demi-sœur d'Amador et de Charles Ier de La Porte, et donc la tante paternelle du maréchal de La Meilleraye, alias Charles II de La Porte, évoqué ci-dessus).

### Carrière militaire
Il est capitaine des gardes du corps de la reine mère (1620), gouverneur de Saumur (1626), capitaine de la 3° compagnie française des gardes du corps du roi (1627), conseiller d'État (décembre 1629), maréchal de camp (1630), ambassadeur de France en Suède (1631), gouverneur de Calais, maréchal de France (28 novembre 1632), chevalier des ordres du roi de France (14 mai 1633), vice-roi de Catalogne (17 novembre 1641).
Nommé capitaine de la 3e compagnie française des gardes du corps du roi (1627), il leva un régiment d'infanterie à ses frais et prit part au siège de La Rochelle (1627-1628). Il suivit l'armée royale à la bataille du Pas de Suse (6 mars 1629), puis en Languedoc aux sièges de Privas et d'Alès, où le roi reçut la soumission des huguenots.
Devenu maréchal de camp (1630), il marcha au secours de Casale Monferrato et combattit au pont de Carignan. Louis XIII lui confia ensuite deux missions diplomatiques, l'une en Suède (1632) et l'autre aux pourparlers de Castelnaudary. Promu maréchal de France, il reçut le commandement de l'armée d'Allemagne avec le maréchal de la Force en 1634, prit Colmar puis Heidelberg aux Impériaux (décembre 1634). Il assiège ensuite Spire, qui tombe le 21 mars 1635.
Il reçoit ensuite le commandement de l'armée des Flandres avec le maréchal de Châtillon, et remporte contre les Espagnols la bataille d'Avin (20 mai 1635), où ses ennemis perdent 5 000 hommes (dont 900 sont faits prisonniers) et 14 canons. Il est en ambassade auprès des Provinces-Unies à l'été 1635, puis se retire sur ses terres de Saumur jusqu'à ce que, le 4 juillet 1636, Richelieu lui confie le commandement de l'armée de Picardie avec le maréchal de Chaulnes, puis l'armée de Hollande en 1637.
Versé à l'armée de Champagne avec le maréchal de Châtillon, il ne rejoignit son poste qu'après la Bataille de la Marfée qui vit la défaite des Français. Richelieu le réaffecta à l'armée de Picardie, où il devait faire sa jonction avec son cousin le duc de la Meilleraye : il parvint à s'emparer de Lens en trois jours, obligeant les Espagnols à évacuer Aire-sur-la-Lys (août 1641). Une fois les deux corps d'armée réunis, Maillé-Brezé et La Meilleraye ravagèrent les faubourgs de Lille puis mirent le siège devant Bapaume, qui se rendit le 18 septembre 1641.
La principauté de Catalogne ayant fait soumission à la France, Maillé-Brézé en est nommé vice-roi. Il rejoint ce pays en novembre 1641, dut affronter des détachements espagnols devant Collioure le 20 décembre. Après des combats particulièrement sanglants, il marche sur Perpignan, bat un corps ennemi de 1 500 hommes et leur prend 250 chevaux ; mais il est pris de vitesse par le marquis de Torracusa, qui réussit à battre la cavalerie française et peut ainsi ravitailler Perpignan. Abandonnant son objectif initial, Maillé-Brézé se retourna contre Sainte-Marie-la-Mer. Faute de moyens, il ne pouvait toutefois poursuivre le combat, et remet sa démission de la vice-royauté en mai 1642. Il congédie son régiment en 1645, et démissionne du gouvernement d'Anjou (qu'il détenait depuis 1626) en septembre 1649 et se retire définitivement en son château de Milly-le-Meugon.

## Descendance
- Jean-Armand de Maillé, marquis de Brézé, duc de Fronsac, (1619-1646), nommé colonel à 15 ans, Grand-maître des galères en 1639 puis Grand-maître de la navigation[3] en 1642, mort au combat naval d'Orbetello prédécédé et sans postérité.
- Claire-Clémence, (1628-1694), héritière des Maillé-Brézé, épouse Louis II de Bourbon-Condé, prince de Condé : Louis-Philippe est dans leur descendance.

## Armoiries
| Figure | Blasonnement et devise                                                                            |
|        | D'or à trois fasces nébulées de gueules., Devise - Stetit Unda Fluens - Reste au-dessus des flots |